# Marei Al Ramly
Marei Suliman Al Ramly (ur. 1 stycznia 1977) – piłkarz libijski grający na pozycji pomocnika.

## Kariera klubowa
Karierę piłkarską Ramly rozpoczął w klubie Al-Ittihad Trypolis. W jego barwach zadebiutował w 1997 roku w pierwszej lidze libijskiej. Za czasów gry w Al-Ittihad czterokrotnie zostawał mistrzem kraju w latach 2002, 2003, 2005 i 2006, trzykrotnie zdobywał Puchar Libii w latach 1999, 2004 i 2005 oraz pięciokrotnie Superpuchar Libii w latach 1999, 2002, 2003, 2004 i 2005.
W 2006 roku Ramly przeszedł do Al-Nasr Bengazi. Na początku 2007 roku zmienił klub i został piłkarzem Olympic Azzaweya. Po pół roku gry w Olimpic odszedł do Al Akhdar Bayda. Z kolei latem 2009 roku wrócił do Al-Nasr Bengazi. Jesienią 2010 grał w omańskim Al-Oruba SC, a w 2011 przeszedł do Al-Tahaddi Bengazi.

## Kariera reprezentacyjna
W reprezentacji Libii Ramly zadebiutował w 2003 roku. W 2006 roku był w kadrze Libii na Puchar Narodów Afryki 2006, jednak był tam rezerwowym i nie rozegrał żadnego spotkania.